# Riberas
Riberas è una delle cinque parrocchie civili (divisione amministrativa) di Soto del Barco, una municipalità tra le province e comunità autonome delle Asturie, nel nord della Spagna.
Ha un'estensione di 11,48 km² e conta 385 abitanti (2011)

## Centri abitati
- La Barrera
- La Bernadal
- La Carretera
- Carrocero
- Cotollano
- La Llamera
- Monterrey
- Las Rabias
- Riberas
- Santa Eulalia
- El Truébano
- Ucedo
- Los Veneros
- La Quintanona
- La Bimera